# Chaam
Chaam ist eine Ortschaft in der Gemeinde Alphen-Chaam in der niederländischen Provinz Nordbrabant. Sie liegt etwa 13 km südöstlich von Breda.

## Etymologie
Der Name Chaam leitet sich vermutlich von dem keltischen Begriff Cambo ab, was die Biegung eines Flusses bezeichnet. Eine andere Möglichkeit ist die Herleitung von Camba, was einen Ort bezeichnet, an dem man Gerste für die Verwendung beim Bierbrauen keimen ließ.

## Geschichte
Der Ort des heutigen Chaam war bereits um das Jahr 400 herum von den Franken besiedelt worden. Zu dieser Zeit befanden sich hier ein Malstein und ein Versammlungsort. Später gehörte das Gebiet eine Zeit lang den Abteien von Thorn und Achternach, 1198 wird jedoch Godfried van Schoten, Herrscher von Breda als Besitzer der Ländereien erwähnt. Dieser gab das Gebiet um Chaam als Schenkung an den Herzog von Brabant weiter, erhielt dieses jedoch gemeinsam mit einigen umliegenden Orten kurz darauf wieder zurück. Hierdurch entstand die Baronie von Breda, zu der neben Chaam die Orte Hoeven, Oosterhout und Baarle-Nassau gehörten. Zu Beginn des 14. Jahrhunderts begannen sich hier städtische Strukturen mit eigener Gerichtsbarkeit zu bilden. Seit dieser Zeit teilte sich Chaam einen gemeinsamen Dingstuhl mit dem benachbarten Alphen, was die gemeinsame Entwicklung der beiden Orte begründete.
1810 wurde Chaam durch die französischen Machthaber der Status einer eigenen Gemeinde verliehen. Diesen behielt es bis zur Einrichtung der heutigen Gemeinde Alphen-Chaam am 1. Januar 1997.

## Politik

### Ehemaliger Gemeinderat
Bis zur Auflösung der Gemeinde ergab sich seit 1982 folgende Sitzverteilung:
| Partei                      | Sitze | Sitze | Sitze | Sitze |
| Partei                      | 1982  | 1986  | 1990  | 1994  |
| --------------------------- | ----- | ----- | ----- | ----- |
| Gemeentebelangen Chaam      | –     | –     | 3     | 5     |
| CDA                         | –     | –     | –     | 4     |
| Chaams Samenwerkingsverband | 3     | 3     | 4     | 2     |
| Plattelandsbelangen         | 3     | 4     | 3     | –     |
| Chaams Belang               | 3     | 2     | 1     | –     |
| Lijst Van Engelen           | 2     | 2     | –     | –     |
| Lijst Satijn                | 0     | –     | –     | –     |
| Gesamt                      | 11    | 11    | 11    | 11    |

## Sport
Seit 1933 wird das traditionsreiche Radsport-Kriterium Acht van Chaam im Ort ausgetragen. Dieses findet jeweils am ersten Mittwoch nach Beendigung der Tour de France statt.
Der Tennisverein T.V. Chaam sowie der Fußballverein VV Chaam sind im Dorf ansässig.

## Sehenswürdigkeiten
In Chaam befinden sich insgesamt neun als Rijksmonument ausgewiesene Sehenswürdigkeiten, darunter die aus dem 16. Jahrhundert stammende, gotische Ledevaertkerk. Eine weitere Sehenswürdigkeit ist das 1941 erbaute und durch den Architekten C.P. Schellekens entworfenen Rathaus des Ortes.